# 萬州 (瓊州府)
萬州是明代的一個州，元代為萬安軍，屬海北海南道。洪武元年十月改為萬州，屬瓊州府。正統四年六月以州治萬安縣省入。領縣一。陵水县。清代仍属瓊州府，光緒三十一年降為万县，屬崖州直隸州。